# کیشه‌سو

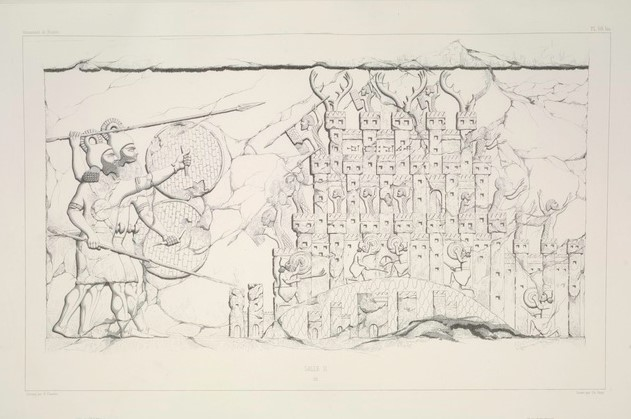
حمله سارگون دوم به قلعه کشیه‌سو

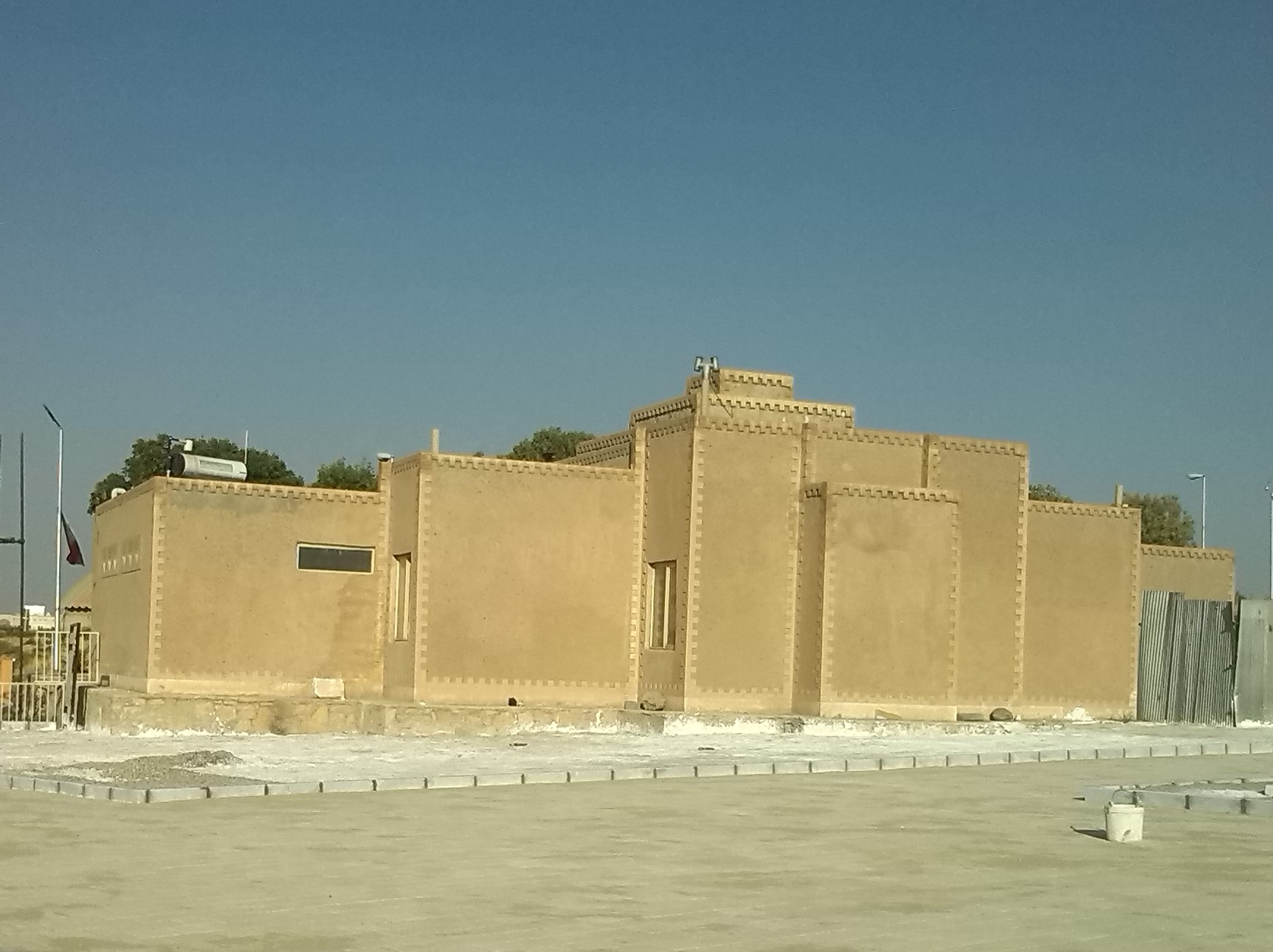
عمارتی به سبک دژ باستانی کیشه‌سو در تپه فعلی اکباتان

کیشه‌سو (Kisessu) نام یکی از دو ایالات منضم شده به خاک آشور در سرزمین ماد به مرکزیت دژی به همین نام. این ایالت باضافه ایالت خارخار توسط سارگون دوم در سال ۷۱۶ (پیش از میلاد) تأسیس شده بود. کیشه‌سو در ناحیه بخش بالای سفیدرود واقع بوده‌است.محل فعلی این ایالت در روستای امامزاده کوه همدان می باشد .
سارگون‌دوم در لشکرکشی‌اش به سمت جنوب کشور مننا و نواحی‌ای که نظارت مننائیان بر آن ضعیف بود دژ مهم کیشه‌سو را اشغال کرد و با الحاق نواحی بیت ساگبات، بیت خیرمامی، بیت اومارگی، و دژهای خارخوبارا، کیلامباتی و آرمانگو بدان که اظهار انقیاد کرده بودند، ایالت جدید کیشه‌سو را ایجاد کرد.

## نفوذ آشوریان به ایالات کیشه‌سو
در سال ۷۴۴ پیش از میلاد، تیگلات-پیلسر سوم در لشکرکشی به طرف جبال زاگروس به تصرّف پارسوا اکتفا نکرد به داخل سرزمین ماد نفوذ کرد. با جملات بریده‌بریده از تصرّف دهکدهٔ آرازیاش یاد شده‌است و مردم این محل علیه بی‌سی‌خادیر فرمانفرمای کیشه‌سو خروج کرده بودند. بعد سخنی از فرار راماتئا فرمانفرمای آرازیاش رفته و ضمناً گفته شده‌است که در دهکده وی گذشته از اسبان و دام‌های شاخدار ذخایر سنگ لاجورد باختر باکتریا به چنگ مهاجمان افتاد.

### حملات سارگون دوم
در سال - ۷۱۶ پ.م. - سارگون دوم دژ مننایی ایزیرتو را مقرّ خویش قرار داد و تهاجم به نقاط دورتر به طرف جنوب و نواحی که نظارت فرمانفرمایان مننایی بر آن ضعیف بود یا بالکل معدوم بود، لشکر کشید. نخست قلعهٔ مهم کیشه‌سو در میسر علیای رود قزل اوزن اشغال گشت و فرمانفرمای آن که به آشوری-بابلی بل‌شاروسور خوانده می‌شد اسیر گشت. نام قلعه را به کارنین‌اورتا یا طبق مدارک دیگر کاراوریگالی تغییر دادند و لوحی با تصویر سارگون در آنجا نصب کردند و پادگانی مستقر ساختند. بدین طریق ایالت جدید آشوری کیشه‌سو ایجاد و نواحی بیت ساگبات و بیت خیرمامی و بیت اومارگی و قلعه‌های خارخوبارا و کیلامباتی و آرمانگو که اظهار انقیاد کرده بودند جزو آن گشتند.
| ایالت نخست: کیشه‌سو به مرکزیت دژ کشیه‌سو | آمادای پیش از تأسیس پادشاهی خاک ماد در سال ۷۱۶ پ.م. به ۲ ایالت آشوری تقسیم و حدوداً تا سال ۶۸۰ فاقد استقلال بود | ایالت دوم: خارخار به مرکزیت دژ خارخار |